# C401SA
C401SA（シー ヨンマルイチ エスエイ）は、三洋電機（現 京セラSANYOブランド）製のau（KDDI・沖縄セルラー電話）の第二世代携帯電話(cdmaOne)端末である。

## 特徴
出典: (3)
EZweb@mailサービス第1号機。当時の折りたたみ端末はアンテナ部分がディスプレイ側にある機種が多かったが、本機はアンテナ部分をヒンジ側に設置し、発売時点で最大級の2インチディスプレイを搭載した。
また、サブディスプレイを搭載して、折りたたんだ状態でも時刻・着信（通話およびメール）・電波状況・電池残量などがチェックできた。本機発売当初はサブディスプレイはまだ珍しかったが、本機以降折りたたみ式にはサブディスプレイが搭載されるようになった（ただし、PENCK(W31H)など一部の携帯電話にはサブディスプレイのないものあり、2軸ヒンジ型もサブディスプレイの無い機種も多い。）。
アミューズメントとして「キャラミーゴ」を搭載しており、待ち受け画面でキャラクターが動くのはもちろん、キャラクターがいろいろな場面で語りかけるほか、通話やEZwebなどの利用で貯まる「ミーゴポイント」を利用して、専用サイト「キャラミーゴワールド」から画像やアイテムをダウンロードできる。
2001年に発売されたC412SA・C1001SAは、本機をベースにグローバルパスポートCDMAに対応させたものである。

## 沿革
- 2000年07月24日　 電気通信端末機器審査協会による技術基準適合認定の設計認証（設計認証番号A00-0725JP、J00-0186）
- 2000年08月09日　　テレコムエンジニアリングセンター(TELEC)による技術基準適合証明の工事設計認証（工事設計認証番号XZAB0006）
- 2000年11月22日　発売
- 2001年03月01日　　TELECによる技術基準適合証明の工事設計認証（工事設計認証番号XZAB0008）
- 2001年06月04日　  TELECによる技術基準適合証明の工事設計認証（工事設計認証番号XZAB0011）
- 2012年07月22日　 cdmaOneサービス終了により使用はこの日限りとなる。